# 738 (číslo)
Sedm set třicet osm je přirozené číslo. Následuje po čísle sedm set třicet sedm a předchází číslu sedm set třicet devět. Římskými číslicemi se zapisuje DCCXXXVIII a řeckými číslicemi ψλη.

## Matematika
738 je:
- Třináctiúhelníkové číslo
- Abundantní číslo
- Složené číslo
- Nešťastné číslo

## Astronomie
- (738) Alagasta je planetka hlavního pásu, kterou objevil v roce 1913 Franz Kaiser

## Roky
- 738
- 738 př. n. l.